# Gustaw Bernadotte
Gustaw Bernadotte (szw. Frans Gustaf Oscar; ur. 18 czerwca 1827 w Solnie, zm. 24 września 1852 w Christianii) – książę Szwecji, Norwegii i Upplandu, kompozytor. Był drugim synem króla Szwecji i Norwegii, Oskara I, oraz jego żony, Józefiny de Beauharnais, a także bratem dwóch królów Szwecji i Norwegii, Karola XV i Oskara II.

## Biografia

Rodzina królewska (1837)

Urodził się 18 czerwca 1827 roku w pałacu Haga w Solnie jako drugie dziecko Oskara, księcia Södermanland (przyszłego Oskara I, króla Szwecji i Norwegii) oraz jego żony, Józefiny de Beauharnais. Władcą Szwecji i Norwegii był wówczas jego dziadek, Karol XIV Jan, pierwszy przedstawiciel dynastii Bernadotte na tych tronach. Ze strony matki mały książę był natomiast potomkiem króla bawarskiego, Maksymiliana I Józefa Wittelsbacha. Jego babką była natomiast cesarzowa francuska, Józefina, pierwsza żona Napoleona Bonapartego. 
Gustaw miał czworo rodzeństwa – Karola (ur. 1826), Oskara (ur. 1828), Eugenię (ur. 1830) i Augusta (ur. 1831). Dwóch jego braci zostało w przyszłości królami Szwecji i Norwegii. 
W dzieciństwie książę został oddany pod opiekę królewskiej guwernantki hrabiny Christiny Taube, następnie uczył się na Uniwersytecie w Uppsali oraz Uniwersytecie w Christianii (obecnie Oslo). W 1850 roku, po wstąpieniu do wojska, uzyskał stopień podpułkownika. 

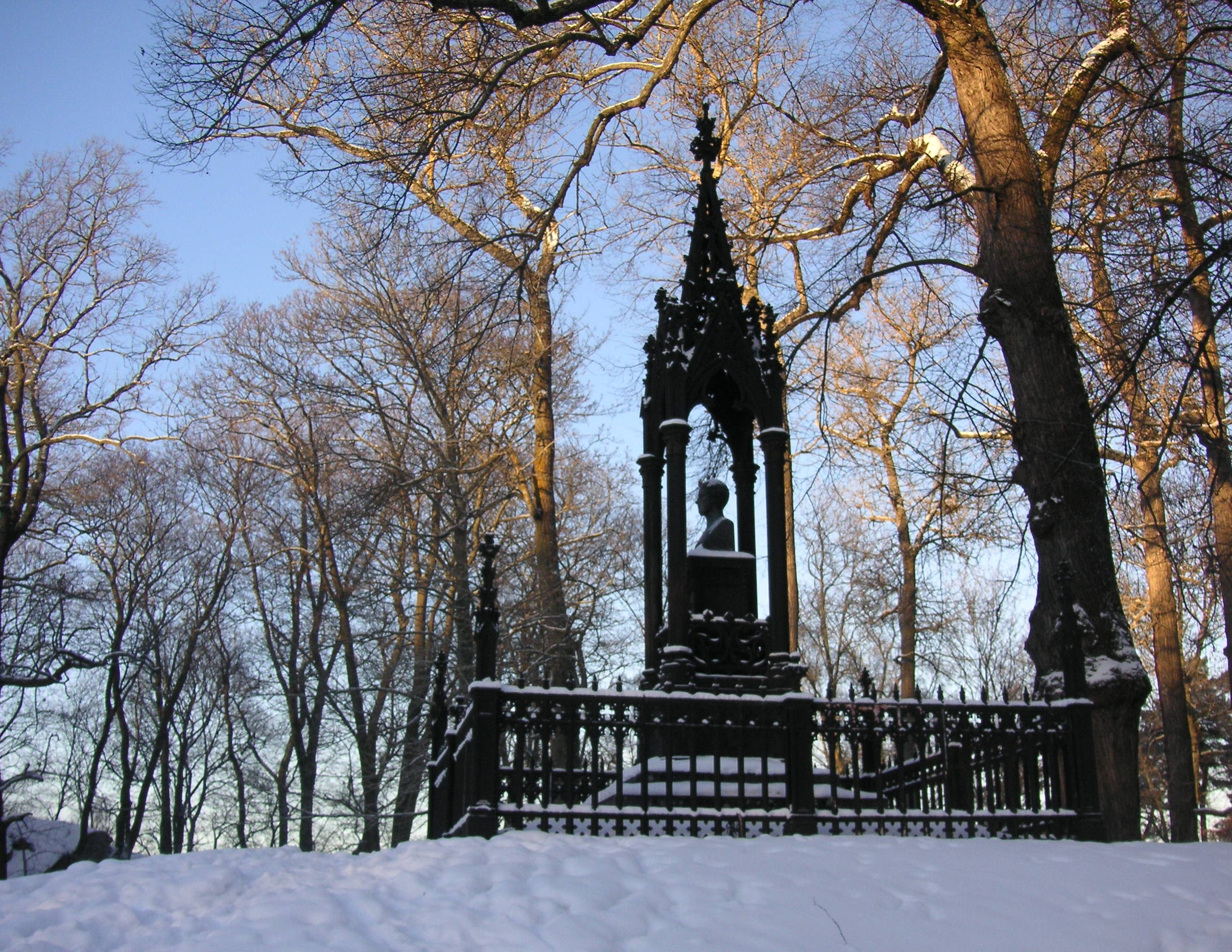
Pomnik Gustawa w parku Haga

Oprócz tego Gustaw uczył się u szwedzkiego kompozytora, Adolfa Fredrika Lindblada. Przez całe życie książę wykazywał ogromne zainteresowanie muzyką i sztuką. Jest autorem wielu kompozycji, które często pisał pod pseudonimem G*****. Najpopularniejszymi jego utworami są: Studentsången (tradycyjna piosenka na szwedzkiej wersji studniówki) i Vårsång (wykonywana w Noc Walpurgi). Dzięki zdolnościom muzycznym nazywa się go często księciem-śpiewakiem (szw. sångarprinsen). 
Zmarł na tyfus 24 września 1852 roku w Christianii (obecnie Oslo). Został pochowany w Kościele na Riddarholmen. W 1853 roku sporządzono pośmiertną kompilację jego twórczości muzycznej, a Królewska Szwedzka Akademia Nauk, której był członkiem od 1844 roku, postawiła mu w 1854 roku pomnik w parku Haga. 
Został sportretowany przez Alfa Kjellina w szwedzkim filmie Prins Gustaf z 1944 roku. Tematem produkcji jest miłość księcia do aktorki, Anny Marii Wastenius. 

## Genealogia
| Prapradziadkowie              | Jan Bernadotte (1683–1760) ∞1707 Maria du Pucheu (1686–1773)                                     | Jan Saint Vincent (1692–1762) ∞1719 Maria d'Abbadie de Sireix (1694–1752)                        | Józef Clary (1693–1748) ∞1724 Franciszka Agnes Ammoric (1705–1776)                               | Józef Ignacy Somis (–1750) ∞1739 Katarzyna Róża Soucheiron (1696–1776)                           | Franciszek de Beauharnais (1714–1800) ∞1751 Maria Anna Pyvart de Chastulle (1722–1766)           | Józef Gaspard de Tascher (1735–1790) ∞1761 Maria des Vergers de Sanois (1736–1807)               | Fryderyk Michał Wittelsbach (1724–1767) ∞1746 Maria Franciszka Wittelsbach (1724–1794)              | Jerzy Wilhelm Hessen-Darmstadt (1722–1782) ∞1748 Maria Leiningen-Dagsburg-Falkenburg (1729–1818)    |
| Pradziadkowie                 | Jan Hernyk Bernadotte (1711–1780) ∞1754 Joanna de Saint Vincent (1728–1809)                      | Jan Hernyk Bernadotte (1711–1780) ∞1754 Joanna de Saint Vincent (1728–1809)                      | Franciszek Clary (1725–1794) ∞1759 Franciszka Somis (1737–1815)                                  | Franciszek Clary (1725–1794) ∞1759 Franciszka Somis (1737–1815)                                  | Aleksander de Beauharnais (1760–1794) ∞1779 Maria Józefina Tascher (1763–1814)                   | Aleksander de Beauharnais (1760–1794) ∞1779 Maria Józefina Tascher (1763–1814)                   | król Bawarii Maksymilian I Józef Wittelsbach (1756–1825) ∞1785 Augusta Hessen-Darmstadt (1765–1796) | król Bawarii Maksymilian I Józef Wittelsbach (1756–1825) ∞1785 Augusta Hessen-Darmstadt (1765–1796) |
| Dziadkowie                    | król Szwecji i Norwegii Karol XIV Jan (1763–1844) ∞1797 Désirée Clary (1777–1860)                | król Szwecji i Norwegii Karol XIV Jan (1763–1844) ∞1797 Désirée Clary (1777–1860)                | król Szwecji i Norwegii Karol XIV Jan (1763–1844) ∞1797 Désirée Clary (1777–1860)                | król Szwecji i Norwegii Karol XIV Jan (1763–1844) ∞1797 Désirée Clary (1777–1860)                | Eugeniusz de Beauharnais (1781–1824) ∞1806 Augusta Amalia Wittelsbach (1788–1851)                | Eugeniusz de Beauharnais (1781–1824) ∞1806 Augusta Amalia Wittelsbach (1788–1851)                | Eugeniusz de Beauharnais (1781–1824) ∞1806 Augusta Amalia Wittelsbach (1788–1851)                   | Eugeniusz de Beauharnais (1781–1824) ∞1806 Augusta Amalia Wittelsbach (1788–1851)                   |
| Rodzice                       | król Szwecji i Norwegii Oskar I Bernadotte (1799–1859) ∞1823 Józefina de Beauharnais (1807–1876) | król Szwecji i Norwegii Oskar I Bernadotte (1799–1859) ∞1823 Józefina de Beauharnais (1807–1876) | król Szwecji i Norwegii Oskar I Bernadotte (1799–1859) ∞1823 Józefina de Beauharnais (1807–1876) | król Szwecji i Norwegii Oskar I Bernadotte (1799–1859) ∞1823 Józefina de Beauharnais (1807–1876) | król Szwecji i Norwegii Oskar I Bernadotte (1799–1859) ∞1823 Józefina de Beauharnais (1807–1876) | król Szwecji i Norwegii Oskar I Bernadotte (1799–1859) ∞1823 Józefina de Beauharnais (1807–1876) | król Szwecji i Norwegii Oskar I Bernadotte (1799–1859) ∞1823 Józefina de Beauharnais (1807–1876)    | król Szwecji i Norwegii Oskar I Bernadotte (1799–1859) ∞1823 Józefina de Beauharnais (1807–1876)    |
| Gustaw Bernadotte (1827-1852) |                                                                                                  |                                                                                                  |                                                                                                  |                                                                                                  |                                                                                                  |                                                                                                  | | |

## Odznaczenia
- Order Karola XIII[7]